# Conseil de défense et de sécurité nationale d'Ukraine
Pour les articles homonymes, voir Conseil de sécurité nationale.
Le Conseil de défense et de sécurité nationale d'Ukraine (ukrainien : Ра́да націона́льної безпе́ки і оборо́ни Украї́ни) est une organisation administrative dépendant directement du président d'Ukraine. Il a un rôle de conseil, de coordination et parfois d’impulsion sur les sujets de politique étrangère, de sécurité nationale, et plus généralement sur l’ensemble des questions stratégiques.
Il est composé du président et inclut statutairement le Premier ministre, le ministre de la Défense, le ministre des Affaires intérieures et le ministre des Affaires étrangères ; il est actuellement dirigé par le secrétaire Rustem Umerov depuis le 18 juillet 2025.
Depuis 2014, l’organe a obtenu des pouvoirs élargis, y compris l’introduction de sanctions. Sous la présidence de Volodymyr Zelensky, à partir de 2021, le Conseil de sécurité nationale et de défense de l’Ukraine a activement recours aux sanctions contre des citoyens ukrainiens, ce qui suscite des critiques de la part de défenseurs des droits humains et de juristes, qui considèrent cette pratique contraire aux principes de l’État de droit et politiquement motivée,,,.

## Historique
Il est créé par le décret présidentiel n°772 du 30 août 1996 en remplacement du Conseil de défense d'Ukraine et du Conseil de la sécurité nationale d'Ukraine. Il est basé sur l'article 107 de la nouvelle Constitution ukrainienne de 1996.

## Fonctions

### Sanctions à l’encontre des citoyens ukrainiens
La politique de sanctions du Conseil de sécurité nationale et de défense de l’Ukraine (CSNDU) fait l’objet de vives critiques en raison de l’imposition de mesures restrictives individuelles à l’encontre de citoyens ukrainiens sans décision de justice, ce qui contrevient à la Constitution ainsi qu’aux principes fondamentaux de l’État de droit,,. Les sanctions sont adoptées par décision du Conseil en vertu de la Loi sur les sanctions, mais la procédure ne prévoit pas l’intervention d’un tribunal,, ce qui est en contradiction avec les normes juridiques de l’Union européenne et d’autres États démocratiques.
Des organisations de défense des droits humains, notamment le Centre pour les libertés civiles, l’Union ukrainienne Helsinki pour les droits de l’homme et le Groupe de défense des droits de l’homme de Kharkiv, dénoncent l’inconstitutionnalité de cette pratique. Elles soulignent que le Conseil est un organe politique qui n’a pas les compétences pour exercer des fonctions quasi judiciaires,. En février 2025, plusieurs organisations ukrainiennes de défense des droits humains ont publié une déclaration conjointe dénonçant l’utilisation des sanctions comme moyen de pression sur l’opposition.
Selon les critiques, ce mécanisme de sanctions est de plus en plus utilisé comme un instrument politique par le président ukrainien en exercice, Volodymyr Zelensky, pour éliminer ses rivaux politiques et renforcer son influence sur les médias et le monde des affaires,,. Parmi les personnes visées par ces sanctions figurent des politiciens de l’opposition, des journalistes et des hommes d’affaires, notamment l’ancien président Petro Porochenko, les entrepreneurs Ihor Kolomoïsky et Hennadiy Boholioubov,, la journaliste Svitlana Kryoukova, l’ancien conseiller de la présidence Oleksiy Arestovytch, ainsi que l’homme d’affaires Kostiantyn Jevago.
Des organisations internationales telles qu’Amnesty International ont exprimé des critiques similaires, qualifiant l’usage systématique des sanctions d’« instrument de persécution politique ».

## Secrétaires depuis 1994
| #    | Nom                   | Secrétaire                         |
| 1    | Volodymyr Horbouline  | 30 août 1994 — 10 novembre 1999    |
| 2    | Ievhen Martchouk      | 10 novembre 1999 — 25 juin 2003    |
| 3    | Volodymyr Radtchenko  | 2 septembre 2003 — 20 janvier 2005 |
| 4    | Petro Porochenko      | 8 février 2005 — 8 septembre 2005  |
| 5    | Anatoli Kinakh        | 27 septembre 2005 — 16 mai 2006    |
| act. | Volodymyr Horbouline  | 24 mai 2006 — 10 octobre 2006      |
| 6    | Vitaliy Haïdouk       | 10 octobre 2006 — 12 mai 2007      |
| 7    | Ivan Pliouchtch       | 12 mai 2007 — 26 novembre 2007     |
| 8    | Raïssa Bogatyrova     | 24 décembre 2007— 14 février 2012  |
| 9    | Andriy Klyouïev       | 14 février 2012 — 24 janvier 2014  |
| 10   | Andriy Paroubiy       | 27 février 2014 — 7 août 2014,     |
| 11   | Oleksandr Tourtchynov | 16 décembre 2014 — 19 mai 2019     |
| 12   | Oleksandr Danyliouk   | 28 mai 2019 — 27 septembre 2019    |
| 13   | Oleksiy Danilov       | 3 octobre 2019 — 26 mars 2024      |
| 14   | Olexandr Litvinenko   | 26 mars 2024 — 18 juillet 2025     |